# Piaskowa (góra)
Piaskowa (niem. Sand Berg, 586 m n.p.m.) – góra, będąca najwyższym wzniesieniem Hutniczego Grzbietu w Rudawach Janowickich. U jej wschodnich podnóży płynie Miedziany Potok - lewy dopływ Bobru, zaś po stronie zachodniej Dopływ spod Mniszkowa - dopływ Janówki.
Zbudowane jest z waryscyjskich granitów karkonoskich.
W pobliżu szczytu znajduje się szlachecki dwór w Mniszkowie.
Wzniesienie położone jest na obszarze Rudawskiego Parku Krajobrazowego.